# Lost Judgment
Lost Judgment es una entrega de  acción y aventura  desarrollada por Ryu Ga Gotoku Studio y publicada por Sega, estrenada el 21 de septiembre de 2021 a nivel mundial. Es la secuela del juego de 2018 Judgment  (un derivado de la serie Yakuza ), que cuenta la historia del detective privado Takayuki Yagami mientras este investiga a un criminal acusado de acoso sexual y asesinato.
Al igual que en Judgement, la voz de Yagami será interpretada por Takuya Kimura y Greg Chun para su versión en  japonés y en inglés, respectivamente. Elementos del juego, como secuencias de acción y sigilo, se mejoraran con respecto a su antecesor. 

## Jugabilidad
En Lost Judgment, el jugador controla a Yagami mientras explora las ciudades japonesas de Kamurocho e Isezaki Ijincho (recreaciones ficticia de los distritos Kabukichō e Isezakichō, respectivamente). El detective dispone de tres estilos de lucha en batalla. Aparte del estilo Crane para hacerle frente a  multitudes de enemigos y el estilo Tiger que el combate uno a uno de Judgement, Yagami usa el estilo Snake. Una  adición enfocada en hacer contrataques a enemigos armados.
Lost Judgment también cuenta con segmentos de sigilo, misiones en las que Yagami persigue sospechosos por la ciudad, segmentos de plataformas y un sistema de "Historias en la escuela" con nuevas misiones secundarias. Las secciones de seguimiento han sido  cambiadas para dar a los jugadores más interacción.
Al igual que el resto de juegos de la serie, en Lost Judgement se tiene acceso a minijuegos de Sega: Alex Kidd in Miracle World, Fantasy Zone, Penguin Land, Quartet, Enduro Racer, Woody Pop, Maze Hunter 3-D y Secret Command.
Sega también confirmó que existirá una expansión que la protagonizará el mejor amigo de Yagami, Kaito. Aunque se desconocen los detalles de su jugabilidad, la compañía aseguró que esta nueva historia tendrá una duración aproximada de 8 horas.

## Argumento
El juego está ambientado en diciembre de 2021. Tres días después de que Akihiro Ehara es acusado de acoso sexual, sale a la luz un cadáver en el distrito de Isezaki Ijincho de Yokohama, y su abogada defensora, Saori Shirosaki, llama al detective privado Takayuki Yagamipara para que adelante una investigación para descubrir posibles vínculos con Ehara.
Según el actor japonés de Yagami, Takuya Kimura, la historia es "profunda y llena de suspenso"  pero también cuenta con partes más ligeras y cómicas en las misiones secundarias. El productor Kazuki Hosokawa afirmó que las interacciones en la parte de la escuela mostrarán un "lado único" del protagonista. El equipo detrás de la entrega, tiene como objetivo equilibrar las historias dramáticas y cómicas del juego.
Algunos de los nuevos personajes son  Kazuki Soma y Akihiro Ehara con la voces de Hiroshi Tamaki y Ken Mitsuishi, respectivamente. El primero es un jefe del sindicato Hangure "RK" en Kamurocho, mientras que el segundo es el oficial del Departamento de Policía Metropolitana de Tokio.

## Desarrollo
Los primeros rumores de la secuela aparecieron en marzo de 2021, insinuando el regreso de Yagami y Kaito. En abril del mismo año, el sitio web oficial anunció el evento "Judgement day" para el 7 de mayo. La cuenta oficial de Twitter del juego también reveló nuevas imágenes de Yagami, insinuando la secuela. El 6 de mayo de 2021, un día antes del evento, la secuela Lost Judgment fue filtrada por PlayStation Network en Japón. Según Playstation Network, se supone que saldrá el 21 de septiembre (al menos la edición Digital Deluxe). El juego se anunció oficialmente el 7 de mayo de 2021 para PlayStation 4, PlayStation 5, Xbox Series X | S y Xbox One. El equipo escuchó la retroalimentación de los fanáticos con respecto a qué elementos del juego querrían mejorar.
Aunque Judgment fue un juego derivado de la serie Yakuza que se convirtió en RPG con Yakuza: Like a Dragon, el director ejecutivo Toshihiro Nagoshi y el productor Kazuki Hosokawa afirmaron que Judgment se mantendría fiel al sistema de acción desarrollado originalmente para Yakuza . El mundo abierto de Yokohama cuenta con una escuela secundaria basada en una real. Nagoshi afirma que Lost Judgment se realizó gracias a la respuesta positivas hacia la primera entrega y, por lo tanto, tenía como objetivo mejorar el sistema en función de la retroalimentación. El juego se lanzarán el 24 de septiembre de 2021 en todo el mundo. El director de localización Scott Strichart dijo que Lost Judgment podría ser uno de los trabajos más desafiantes que ha realizado debido a los múltiples requisitos, incluido el audio dual, los múltiples subtítulos y el lanzamiento del juego para cuatro plataformas. Sin embargo, cree que ya ha producido contenido similar desde Yakuza 0 . Para la versión en inglés, la mayoría de los actores de voz están regresando, pero Strichart dijo que algunos fueron reemplazados por razones logísticas.
Aunque Judgement originalmente se tituló Judge Eyes, a Sega le gustó el nombre de la versión occidental, lo que resultó en que "Judgement" fuera parte del título de la secuela incluso en los territorios del este. La trama fue escrita para ser realista, algo que el personal encontró desafiante al proporcionar temas considerados sensibles para la audiencia como el acoso y la justicia. Este último se explora a través de la caracterización de Yagami. El drama juvenil está destinado a equilibrar la narración oscura basada en cómo el protagonista interactúa con los adolescentes.
El 27 de mayo, Sega anunció que el juego de 1996, Sonic the Fighters, también conocido como Sonic Championship, estaba planeado para ser jugable en uno de los salones recreativos del juego. Esta adición es para celebrar el 30 Aniversario de Sonic the Hedgehog. A pesar de que Judgment y Yakuza existen en el mismo universo, no habrá cruces o cameos como resultado de que los dos son IP diferentes a pesar de las similitudes.